# Jacobus Petri Rondeletius
Jacobus Petri Rondeletius, född 1580 vid Runnaby i Ekers socken, död 1662, var en svensk skolman, präst och dramatiker. 
Han är författare till det 1614 uppförda dramat Judas Redivivus. Thet är: En christeligh Tragicocomædia, utgivet efter två handskrifter 1871. Skådespelets grund är inte den bibliska historien om Judas, utan en medeltida legend med motiv hämtade från såväl Bibelns berättelser om Judas och om Moses som det antika Oidipusdramat. Judas dödar här sin far, gifter sig med sin mor och förråder de munkar till vars orden han anslutit sig. Stycket, vars tendens är katolsk, slutar med en hyllning till klosterväsendet. Rondeletius utgav även ett antal predikningar samt en förklaring om människans fall och upprättelse.